# Torrent de la Borda del Moixic
El Torrent de la Borda del Moixic és un afluent per la dreta del Riu de Torrentsenta que transcorre íntegrament pel terme municipal de Gósol, al Berguedà.

## Xarxa hidrogràfica
La xarxa hidrogràfica del Torrent de la Borda del Moixic està integrada per un total de 2 cursos fluvials (el mateix torrent i un tributari per la dreta). La totalitat de la xarxa suma una longitud de 2.048 m que també transcorren íntegrament pel terme municipal de Gósol